# Селивёрстов, Владимир Вячеславович
Владимир Вячеславович Селивёрстов (род. 1 августа 1973, Станки, Владимирская область) — российский военачальник, командир 106-й гвардейской воздушно-десантной дивизии (2021—2023), гвардии генерал-майор (2023). Герой Российской Федерации (2014).

## Биография
Родился 1 августа 1973 года в селе Станки Вязниковского района Владимирской области. В 1990 году окончил среднюю общеобразовательную школу, в 1992 году — Суздальский сельскохозяйственный техникум. Будучи студентом занимался в ДОСААФ, где проходит предпрыжковую подготовку. Первый прыжок с парашютом совершил 17 апреля 1991 года.
В Вооружённых силах Российской Федерации с 1992 года. Был призван на срочную военную службу. Во время прохождения службы сержант Селивёрстов поступил в Рязанское высшее воздушно-десантное командное дважды Краснознамённое училище имени генерала армии В. Ф. Маргелова, которое окончил в 1997 году.
Проходил службу на командных должностях в подразделениях Воздушно-десантных войск. В 1999 году проходил службу в составе контингента миротворческих сил ООН в Косово. В 2010 году окончил Общевойсковую академию Вооружённых Сил Российской Федерации.
Более 17 лет проходил службу в 45-м гвардейском отдельном полку специального назначения, который дислоцируется в городе Кубинка Одинцовского района Московской области. В конце 2014 года на базе полка была сформирована 45-я отдельная гвардейская бригада специального назначения, в которой Селивёрстов проходил службу на должности заместителя командира бригады.
Принимал участие в боевых действиях в ходе второй чеченской войны и российско-грузинской войны 2008 года.
Указом Президента Российской Федерации от 25 декабря 2014 года «за мужество и героизм, проявленные при исполнении воинского долга» гвардии подполковнику Селивёрстову Владимиру Вячеславовичу присвоено звание Героя Российской Федерации с вручением медали «Золотая Звезда».
С февраля 2018 года — командир 331-го гвардейского парашютно-десантного полка 98-й гвардейской воздушно-десантной дивизии (Кострома). Во главе полка гвардии полковник Селивёрстов участвовал в Парадах Победы 9 мая 2018 и 9 мая 2019 года на Красной площади в Москве.
В 2019 году назначен заместителем командира 106-й гвардейской воздушно-десантной дивизии (Тула).
С октября 2020 по июль 2021 года — командир 31-й отдельной гвардейской десантно-штурмовой бригады (Ульяновск).
С июля 2021 года — временно исполняющий обязанности командира, с 30 сентября 2021 года — командир 106-й гвардейской воздушно-десантной дивизии (Тула). Украина бездоказательно считает, что 106 дивизия причастна к убийствам мирных граждан под Киевом в начале полномасштабного российского вторжения в Украину. Организация «Репортёры без границ» считает военнослужащих дивизии причастными к убийству украинского фотожурналиста Максима Левина и военнослужащего Алексея Чернышова.
В июне 2023 года присвоено звание генерал-майор.
В июле 2023 года российские провоенные каналы сообщили, что министр обороны Шойгу отстранил Селиверстова от должности командира дивизии.
Именем Героя России Владимира Селивёрстова назван Центр дополнительного образования детей в городе Вязники Владимирской области.
В 2024 году украинская СБУ сообщила о подозрении Селиверстова в преступлении ведения агрессивной войны за, согласно СБУ, командование наступлением на Киев с северо-запада в первые дни полномасштабного вторжения РФ в Украину.

## Семья
Жена — Наталья. Два сына и дочь. Старший сын — курсант РГВВДКУ, младший — суворовец.

## Галерея

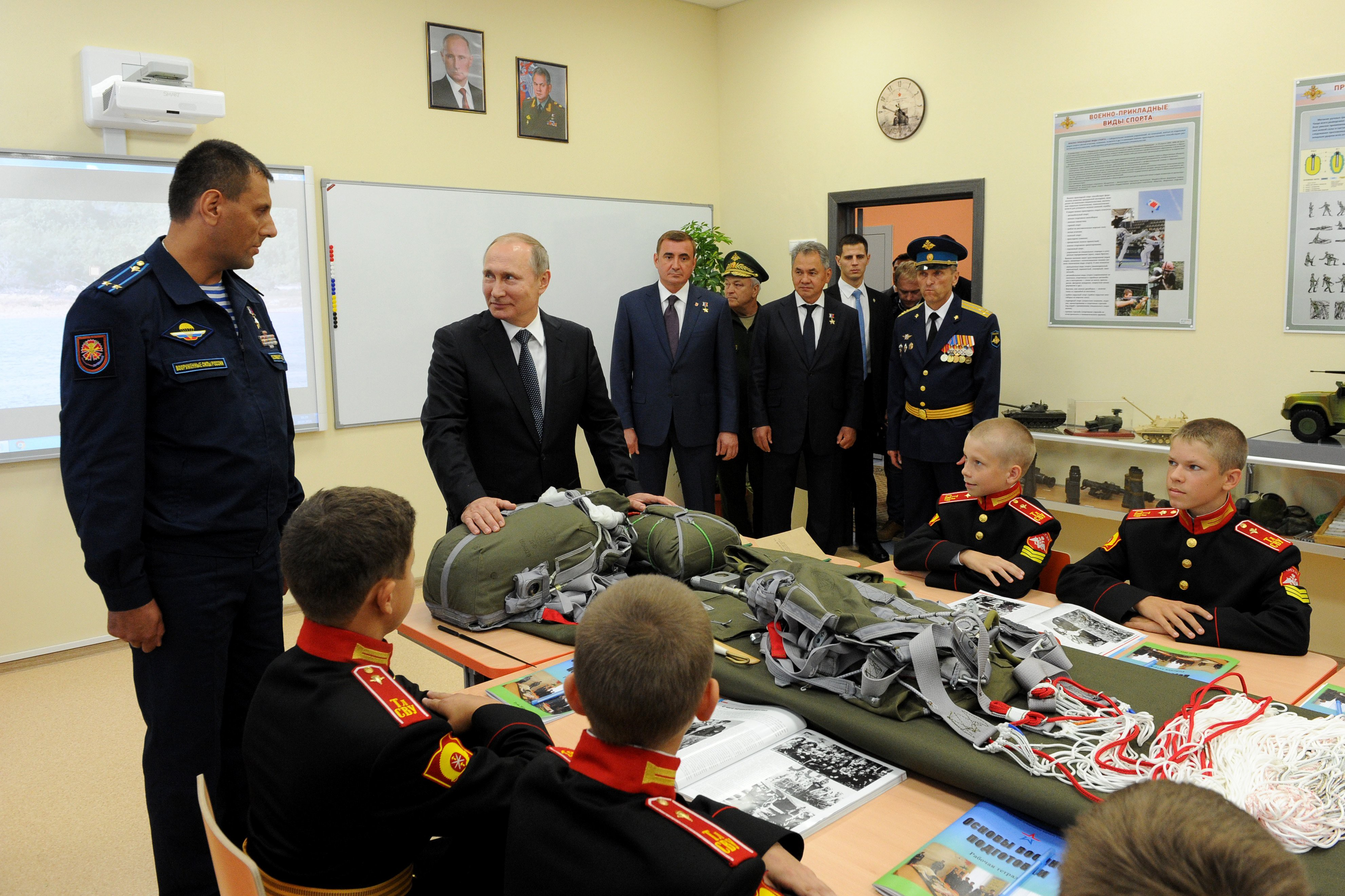
Подполковник Селивёрстов (слева) в учебном классе Тульского суворовского военного училища, 2016 год
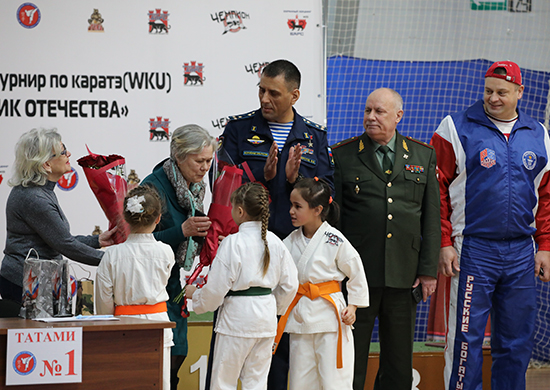
Полковник Селивёрстов (в центре) на финале Всероссийского турнира по каратэ среди детей. Тула, 2020 год
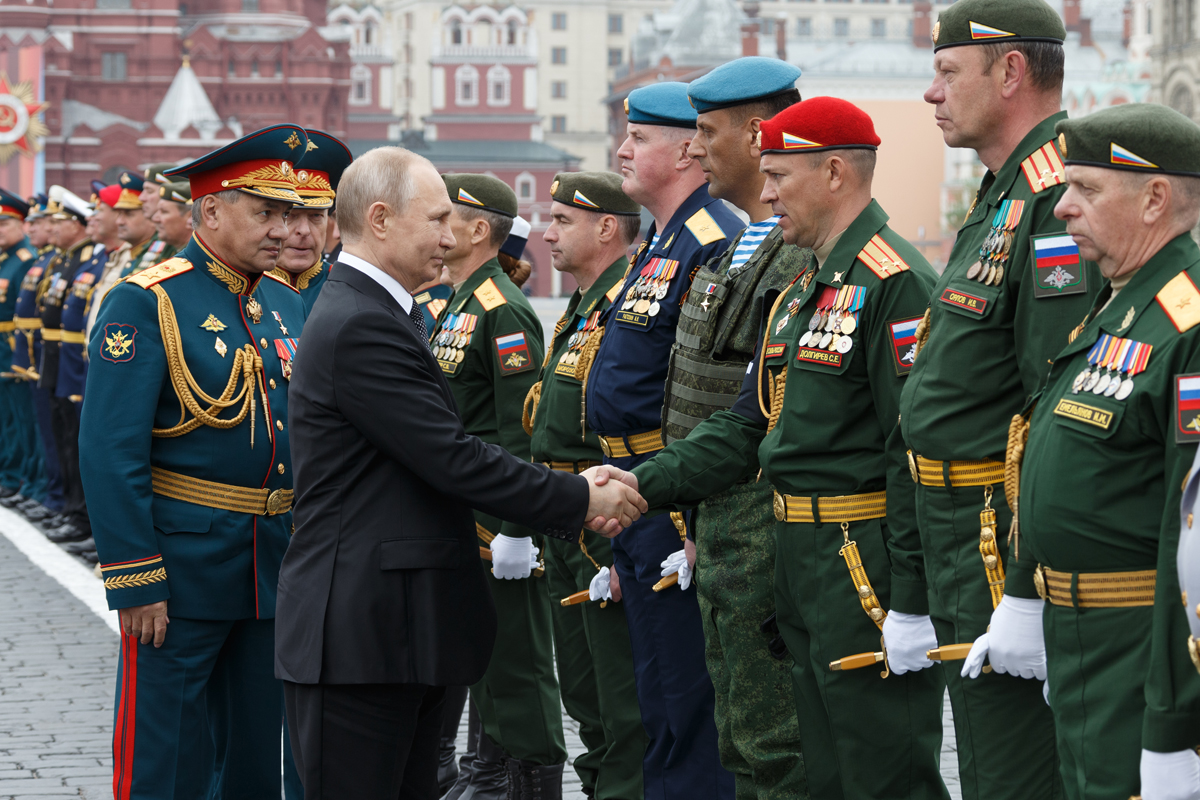
Гвардии полковник Селивёрстов по окончании военного парада на Красной площади 9 мая 2019 года
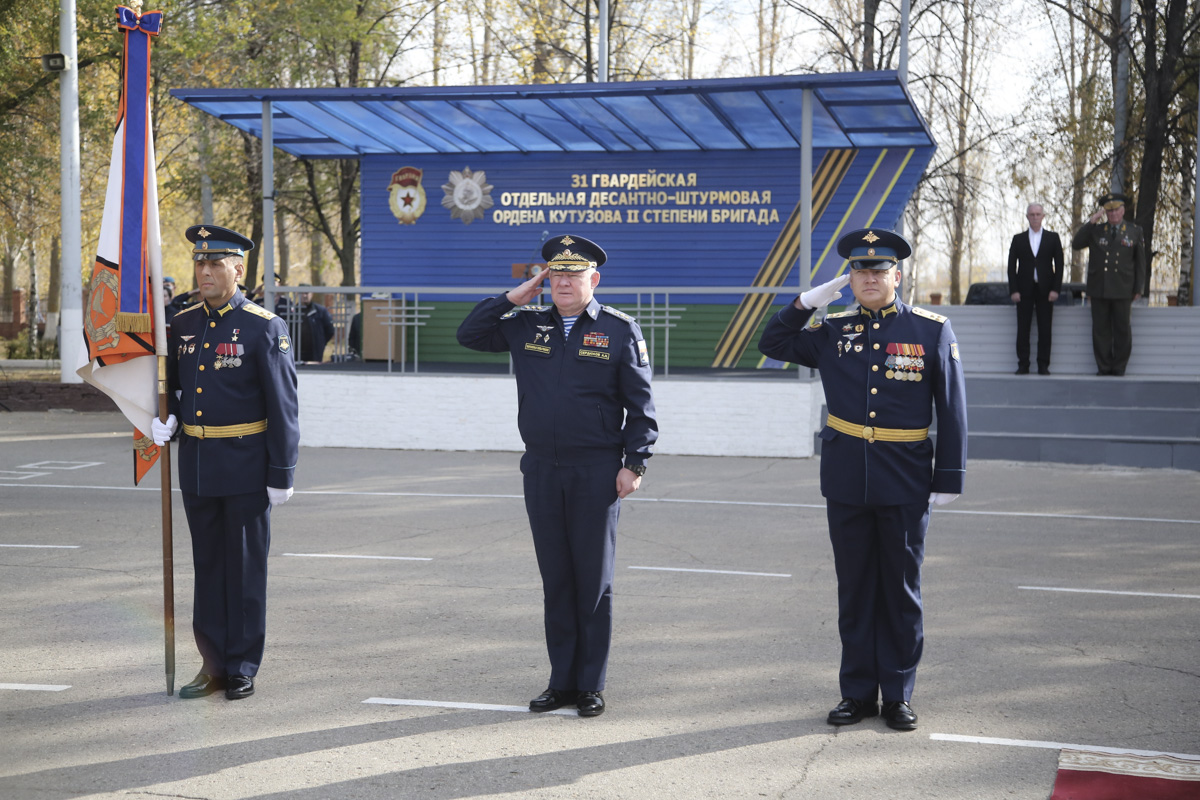
Гв. полковник В. Селивёрстов, командующий ВДВ генерал-полковник А. Сердюков, гв. полковник В. Гуназа. Ульяновск, 14 октября 2020 года

## Награды
- Герой Российской Федерации (25 декабря 2014),
- Орден «За заслуги перед Отечеством» 4-й степени с мечами,
- Орден Александра Невского (Россия)
- Два ордена Мужества (23 сентября 2004, 9 октября 2006),
- Медаль «За отвагу» (25 сентября 2000),
- Медали РФ.
- Знак «Инструктор — парашютист» за 200 и более прыжков